# Greater Sydney Rams
Greater Sydney Rams – australijski zespół rugby union z siedzibą w Sydney utworzony w 2014 roku przez konsorcjum klubów West Harbour, Penrith, Parramatta i Southern Districts w celu uczestniczenia w National Rugby Championship, jeden z trzech zespołów reprezentujących Nową Południową Walię w tych rozgrywkach. W 2007 roku zespół brał udział w jedynym rozegranym sezonie Australian Rugby Championship.

## Historia
Drużyna, pod nazwą Western Sydney Rams, została utworzona w 2007 roku i w Australian Rugby Championship reprezentowała tereny na zachód od Gladesville Bridge. Nazwa zespołu nawiązuje do pionierskiej historii oraz ducha tego obszaru, znanego z hodowli owiec. Grali w niej zawodnicy związani z klubami Eastwood, Parramatta, Penrith i West Harbour. W jedynym rozegranym sezonie ARC zespół zakończył fazę grupową na pierwszym miejscu, odpadł jednak w półfinale z Melbourne Rebels.
Po raz drugi drużyna, tym razem pod mianem Greater Sydney Rams, powstała po ogłoszeniu utworzenia National Rugby Championship jako jedna z dziewięciu uczestniczących w inauguracyjnym sezonie rozgrywek. Zespół utworzyły rywalizujące w Shute Shield kluby West Harbour, Penrith, Parramatta, Southern Districts i Eastwood, choć ostatni z nich następnie wycofał się ze współpracy z powodów finansowych. Obszarem franczyzy są obszary na zachodnich przedmieściach Sydney – Penrith, Katoomba, Eastwood, Parramatta, Concord, Cronulla i Campbelltown. Szkoleniowcem zespołu został Brian Melrose, który powrócił do roli pełnionej w 2007 roku. Skład został ogłoszony 1 sierpnia 2014 roku, a kapitanem zespołu został mianowany Jed Holloway. W drugim sezonie Holloway pozostał kapitanem, zaś trenerem został były reprezentant kraju, Jim Williams. Rok później, przy reorganizacji rozgrywek, zespół powrócił do nazwy Western Sydney Rams, jednocześnie pojawiły się prasowe doniesienia o dołączeniu do konsorcjum Rays klubu Southern Districts, który ostatecznie pozostał jednak związany z Rams. Rolę szkoleniowca objął John Muggleton, zaś kapitanem mianowano Paula Asquitha. W 2017 roku kontrolę nad zespołem przejął klub Eastwood, przywracając mu nazwę z pierwszych dwóch sezonów NRC, trenerem został zaś John Manenti.

## Stadion
Podobnie jak w rozgrywkach ARC domowym obiektem zespołu w NRC był Pirtek Stadium w Parramatta. Pozostał on w tej roli także w kolejnych sezonach, choć część spotkań odbywała się na innych stadionach. W roku 2016 z uwagi na przebudowę Pirtek Stadium mecze Rams gościł Concord Oval.

## Stroje
Zawodnicy przywdziewają pomarańczowo-niebieskie stroje tradycyjnie wiązane z historią rugby na tym obszarze.

## Składy

### Skład 2007
W składzie na sezon 2007 znaleźli się: Ben Alexander, Kurtley Beale, Wil Brame, Aaron Broughton-Rouse, Ben Coridas, Tom Egan, Fa'atonu Fili, Ben Hand, Josh Holmes, Mark Howell, Van Humphries, Luke Johnson, James Lakepa, Ben Martin, Lachlan Mitchell, Peter Niumata, Tatafu Polota-Nau, Gareth Palamo, Hugh Perrett, Dave Rimmer, Benn Robinson, Ben Roberts, Chris Siale, Rory Sidey, Filipo Toala, Lachie Turner, Josh Weeks, Marty Wilson, Sam Wykes. Kapitanem zespołu został Ben Hand, wicekapitanami zaś Tatafu Polota-Nau i Lachie Turner.

### Skład 2014
W składzie na sezon 2014 znaleźli się: Ben Alexander, Rhys Brodie, Jed Gillespie, Dave Lolohea, Guy Millar, Benn Robinson, Hugh Roach, Maile Ngauamo, Tatafu Polota-Nau, Peni Ravai, Jared Barry, Sakaria Noa, Senio Toleafoa, Dylan Sigg, Andrew Clyne, Jed Holloway, Hugh Perrett, Chris Alcock, Marcus Carbone, Michael Kovacic, Pat Sio, Vasa Falealli, Mark Swanepoel, Jai Ayoub, Kurtley Beale, Ben Volavola, Lalakai Foketi, Tevita Kuridrani, Apo Latunipulu, Tom Hill, Michael McDougall, Henry Taefu, Henry Seavula, Dane Chisholm, Rob Horne, Taqele Naiyaravoro, Ben Batger, Jarome Mckenzie. Beale, Horne, Kuridrani, Alexander i Polota-Nau byli przydzielonymi do zespołu aktualnymi reprezentantami kraju i ich udział w zawodach był zależny od obowiązków w kadrze.

### Skład 2015
W składzie na sezon 2015 znaleźli się: Barnaby Abdale-Weir, Tayler Adams, Paul Asquith, Jai Ayoub, Nick Batger, Kurtley Beale, Cameron Betham, Marcus Carbone, Brad Curtis, Jake Douglas, Matt Gibbon, Jed Gillespie, Denny Godinet, Brenden Hartmann, Jonathan Hayes, Larry Hermens, Jordan Heyer, Max Holland, Jed Holloway, Rob Horne, Brad Kapa, Cohen Masson, Michael McDougall, Kelly Meafua, Will Munro, Samuel Needs, Evan Olmstead, Cameron Orr, Afa Pakalani, Tatafu Polota-Nau, Kaleb Rech, Hugh Roach, Benn Robinson, Dewet Roos, Rohan Saifoloi, Henry Seavula, Siliva Siliva, Matt Teki, Filimore Tufui. Beale, Horne, Polota-Nau i Robinson byli przydzielonymi do zespołu aktualnymi reprezentantami kraju i ich udział w zawodach był zależny od obowiązków w kadrze.

### Skład 2016
W składzie na sezon 2016 znaleźli się: Tom Alexander, Rhys Allen, Aaron Blacklock, Mesake Doge, Vunipola Fifita, Matt Gibbon, Ngaruhe Jones, Bradford Kapa, Taunaola Kei, David Lolohea, Brandon Paenga-Amosa, Jack Payne, Hugh Roach, Tupou Sopoaga, Senio Toleafoa, Jordan Tuapou, Andrew Tuala, Albert Tuisue, Filimone Tufui, Tyrone Viiga / Paul Asquith, Rob Buaserau, Scott Gale, Harrison Goddard, Samuel Godinet, Fabian Goodall, Selesitino Kanoulivane, Apolasi Latunipulu, Mau Minute, Albert Nikoro, Vatemo Ravouvou, Cyril Reece, Luke Smart, Mitch Walton, Waldo Wessels.

### Skład 2017
W składzie na sezon 2017 znaleźli się: Duncan Chubb, Gunnz Fuavao, Jed Gillespie, Rob Lagudi, Andrew Tuala, Conor Young / Nathan Charles, Hugh Roach / Adrian Hall, Fergus Lee-Warner, Joshua Redfern, Sam Thomson / Kotoni Ale, Jed Holloway, David Hickey, Kelly Meafua, Tavita Piukala, Albert Tuisue / Matt Gonzalez, Josh Holmes / Jai Ayoub, Stu Dunbar, Mack Mason / Ben Cotton, Kevin Fuavao, Dennis Pili-Gaitau / John Grant, Taqele Naiyaravoro, Cam Bailey, Kodie Drury-Hawkins, Liam Windon.